# NHL Entry Draft 1990
Der NHL Entry Draft 1990 fand am 16. Juni 1990 im BC Place in Vancouver in der kanadischen Provinz British Columbia statt. Bei der 28. Auflage des NHL Entry Draft wählten die Teams der National Hockey League (NHL) in zwölf Runden insgesamt 250 Spieler aus. Als First Overall Draft Pick wurde der kanadische Flügelstürmer Owen Nolan von den Nordiques de Québec ausgewählt. Auf den Positionen zwei und drei folgten Petr Nedvěd für die Vancouver Canucks und Keith Primeau für die Detroit Red Wings. Die Reihenfolge des Drafts ergab sich aus der umgekehrten Abschlusstabelle der abgelaufenen Spielzeit 1989/90, wobei die Playoff-Teams nach den Mannschaften an der Reihe waren, die die Playoffs verpasst hatten.
Der Entry Draft 1990 sollte ursprünglich im Pacific Coliseum stattfinden, wurde allerdings kurzfristig in den BC Place verlegt, da die Angestellten des Arenabetreibers mit einem Streik drohten. Unterdessen setzte sich der Trend des Vorjahres fort, verstärkt osteuropäische Spieler zu verpflichten, zu denen in diesem Jahrgang neben Petr Nedvěd unter anderem Jaromír Jágr, Jiří Šlégr, Wjatscheslaw Koslow, Alexei Schamnow, Sergei Subow, Roman Turek, Robert Lang und Peter Bondra gehören. Zu nennenswerten Nordamerikaner zählen unter anderem Mike Ricci, Darryl Sydor, Keith Tkachuk, Bryan Smolinski, Félix Potvin, Doug Weight, Geoff Sanderson, Craig Conroy sowie Martin Brodeur, der als einer der besten Torhüter der NHL-Geschichte – gemeinsam mit Sergei Subow – die beiden bisher einzigen Hall-of-Fame-Mitglieder dieses Jahrgangs darstellt.

## Draftergebnis

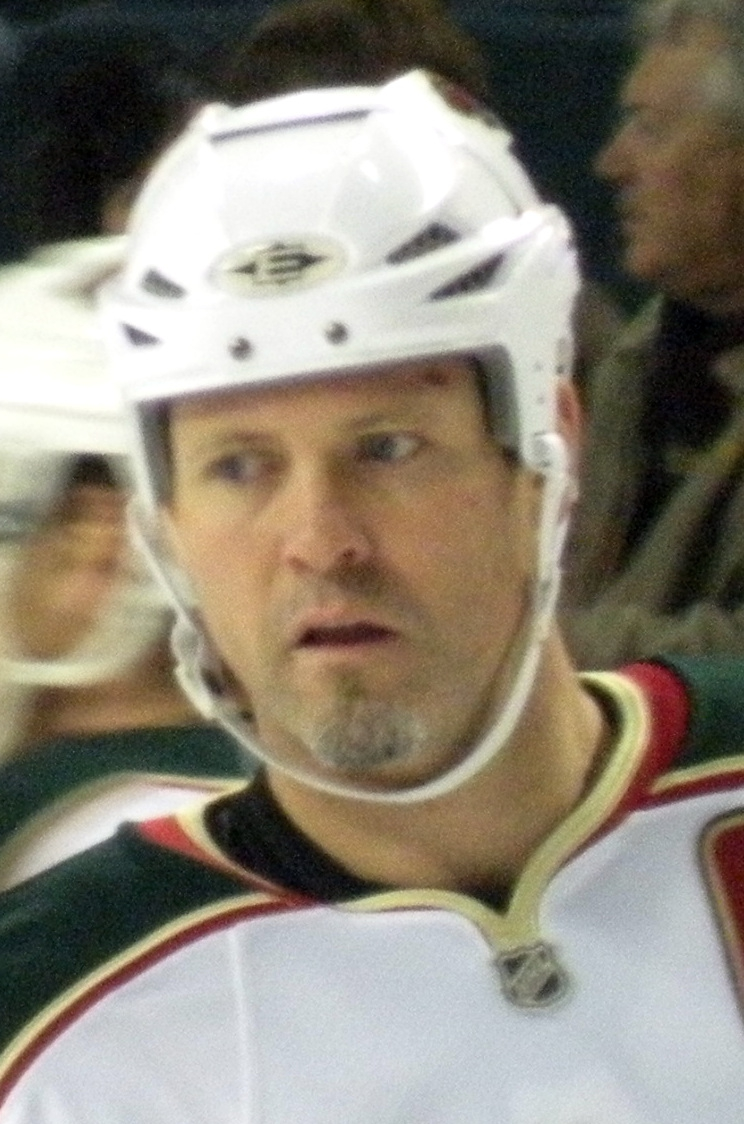
Owen Nolan, gewählt an Position 1

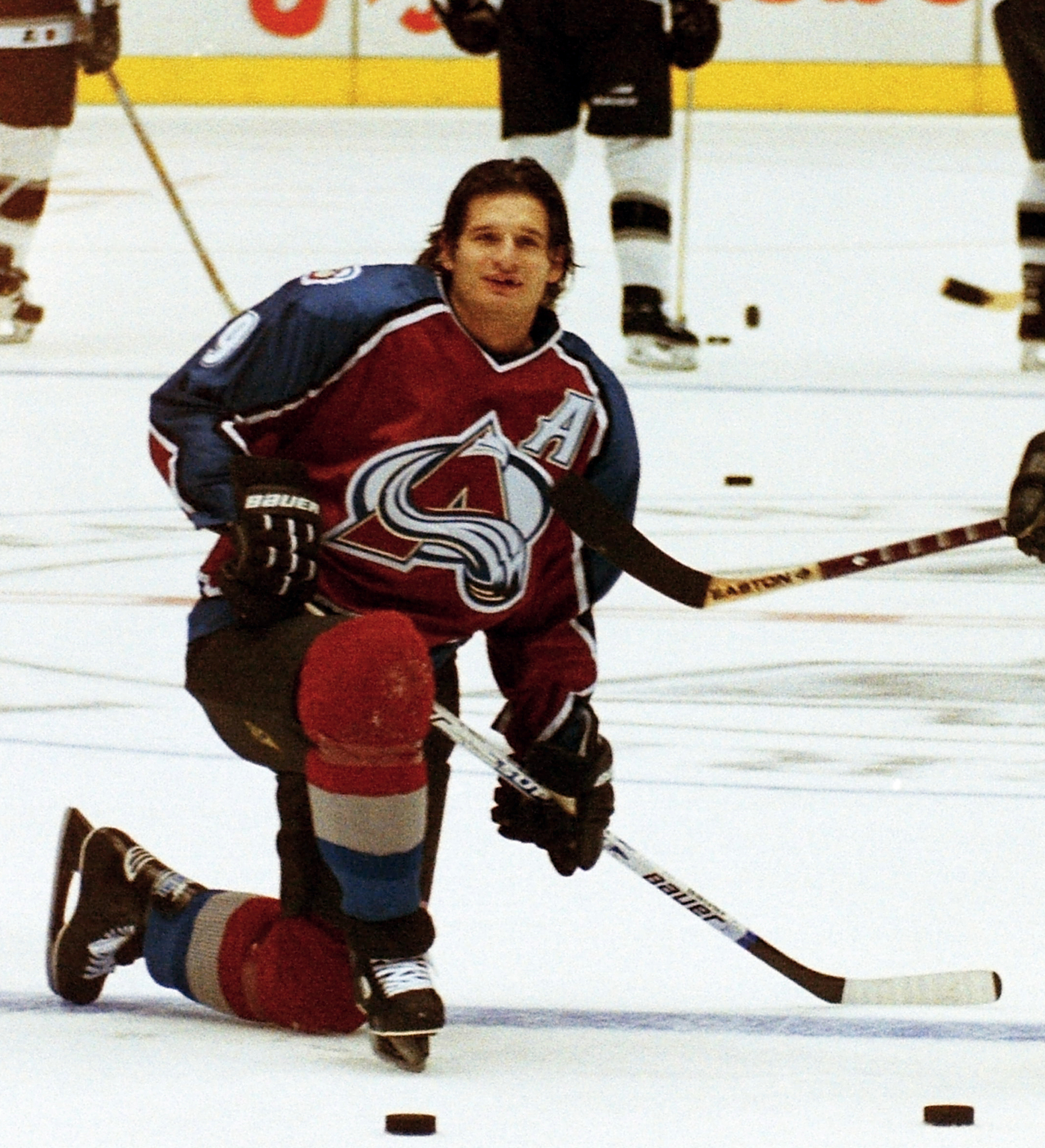
Mike Ricci, gewählt an Position 4

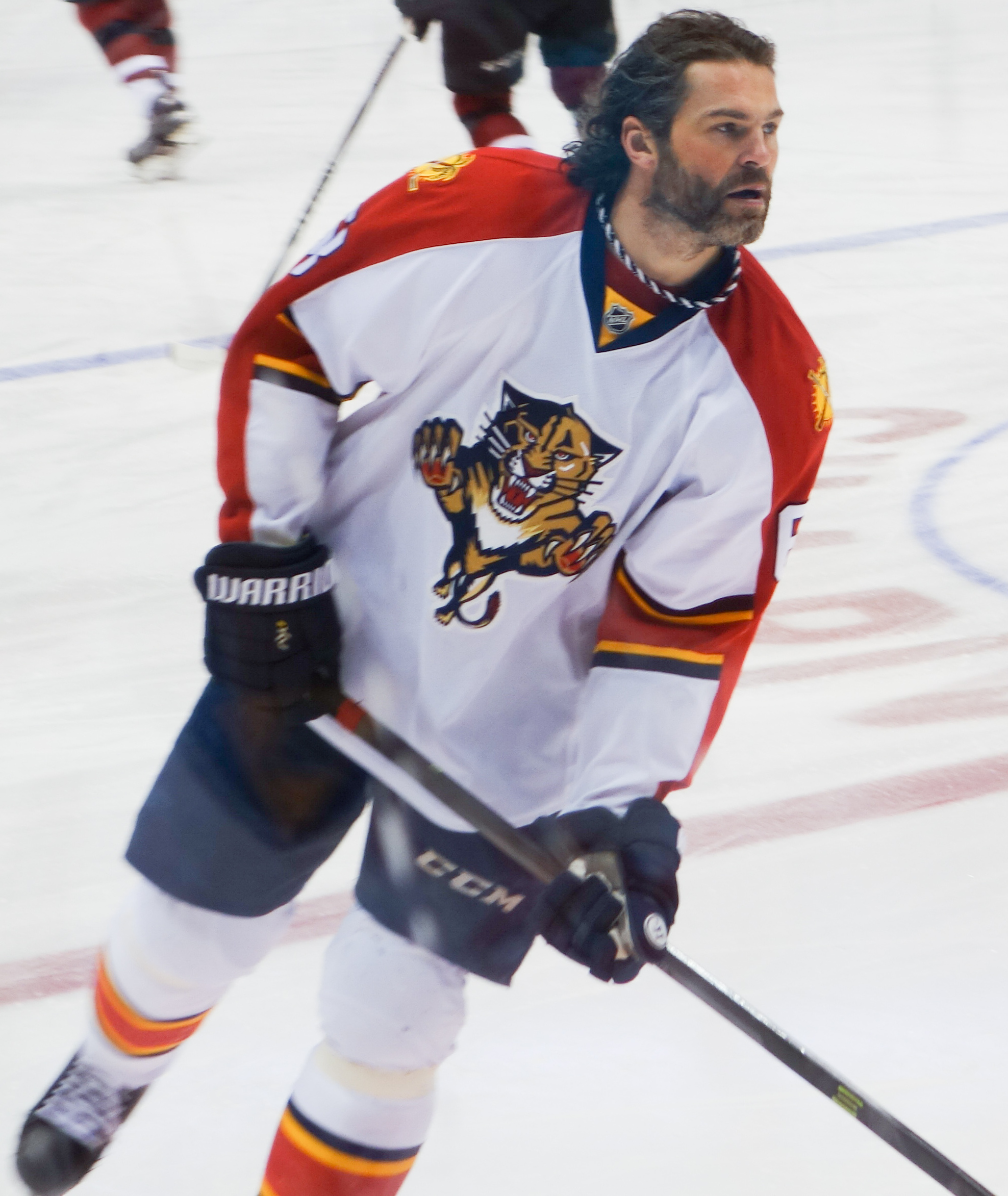
Jaromír Jágr, gewählt an Position 5

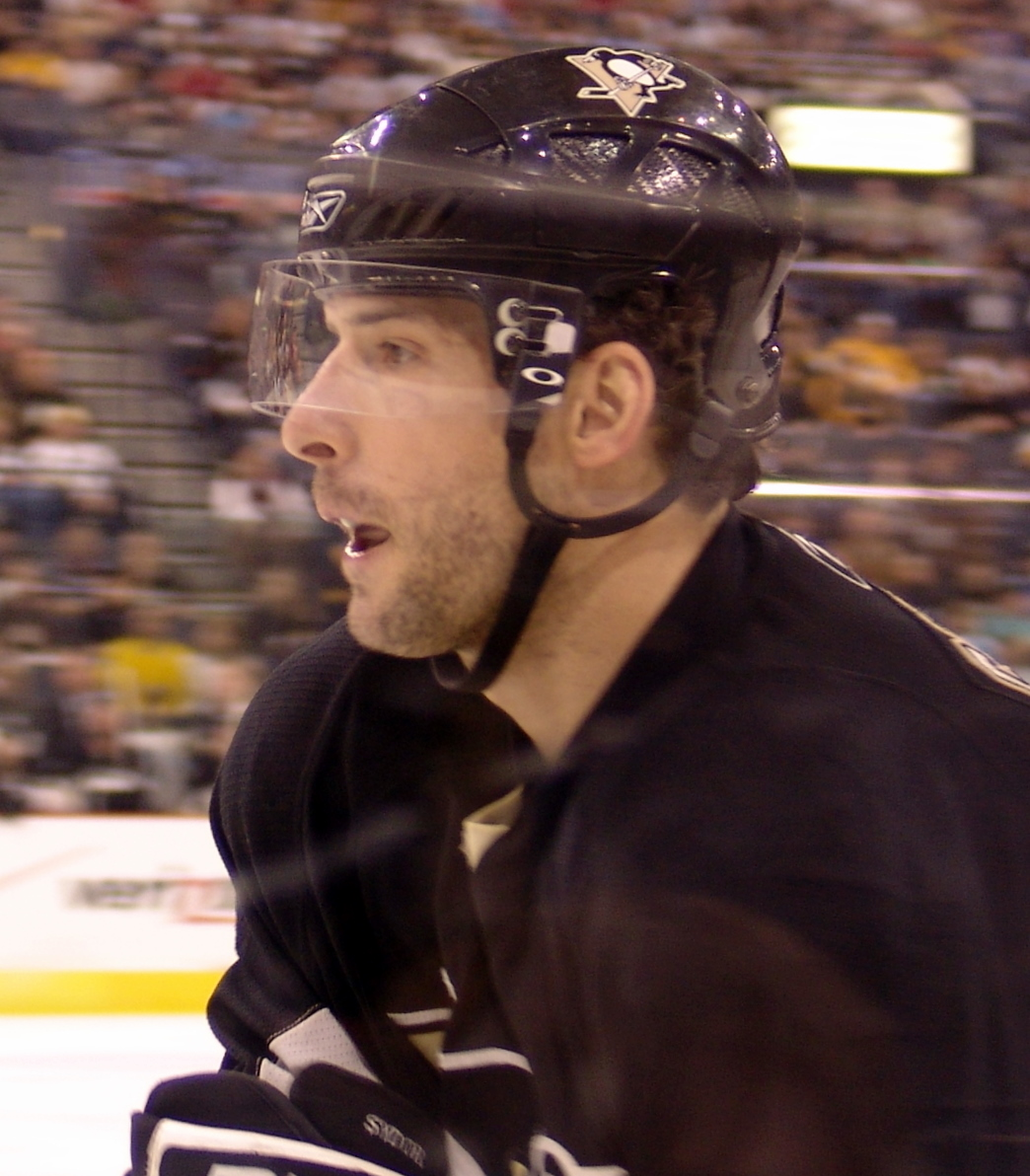
Darryl Sydor, gewählt an Position 7

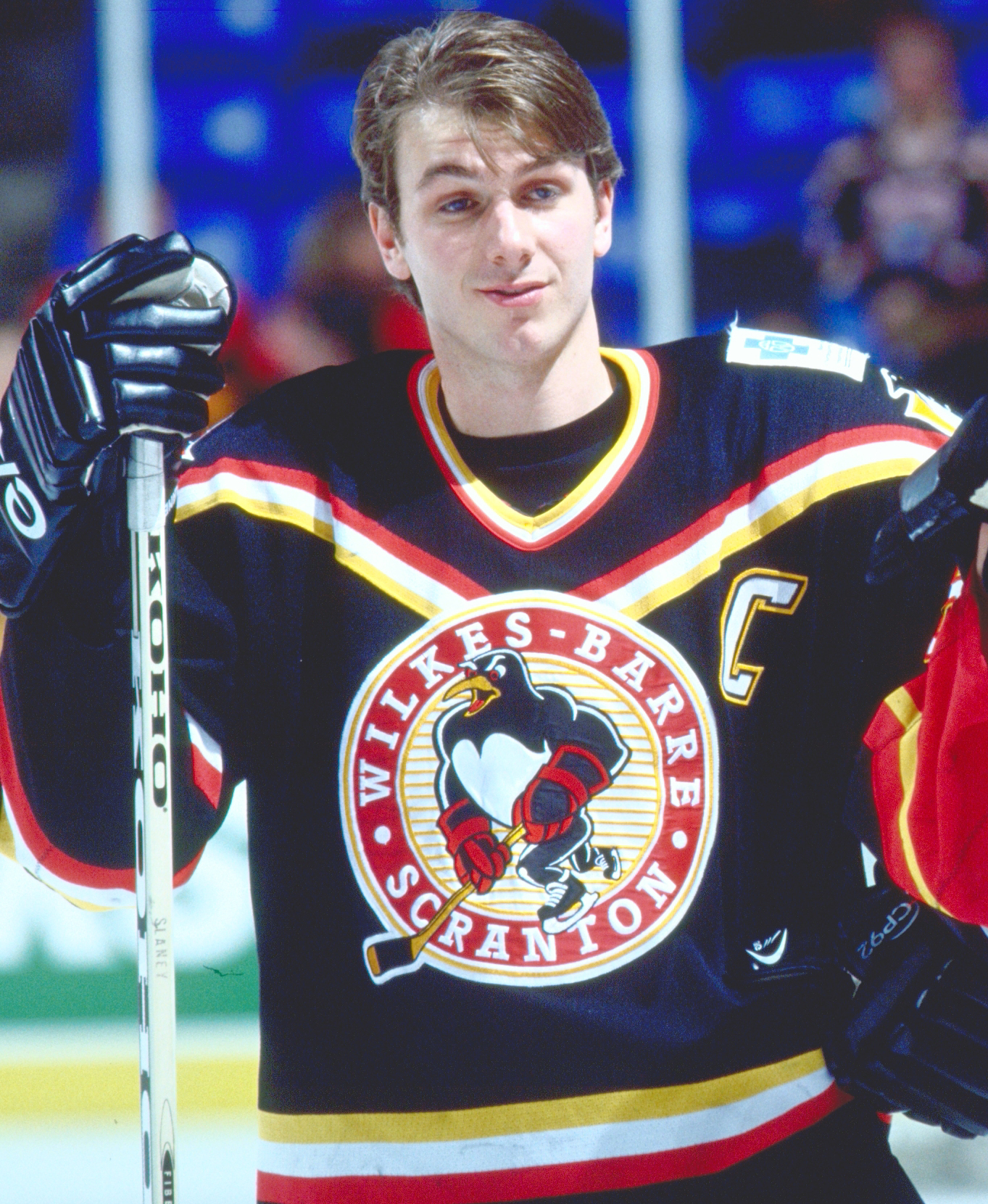
John Slaney, gewählt an Position 9

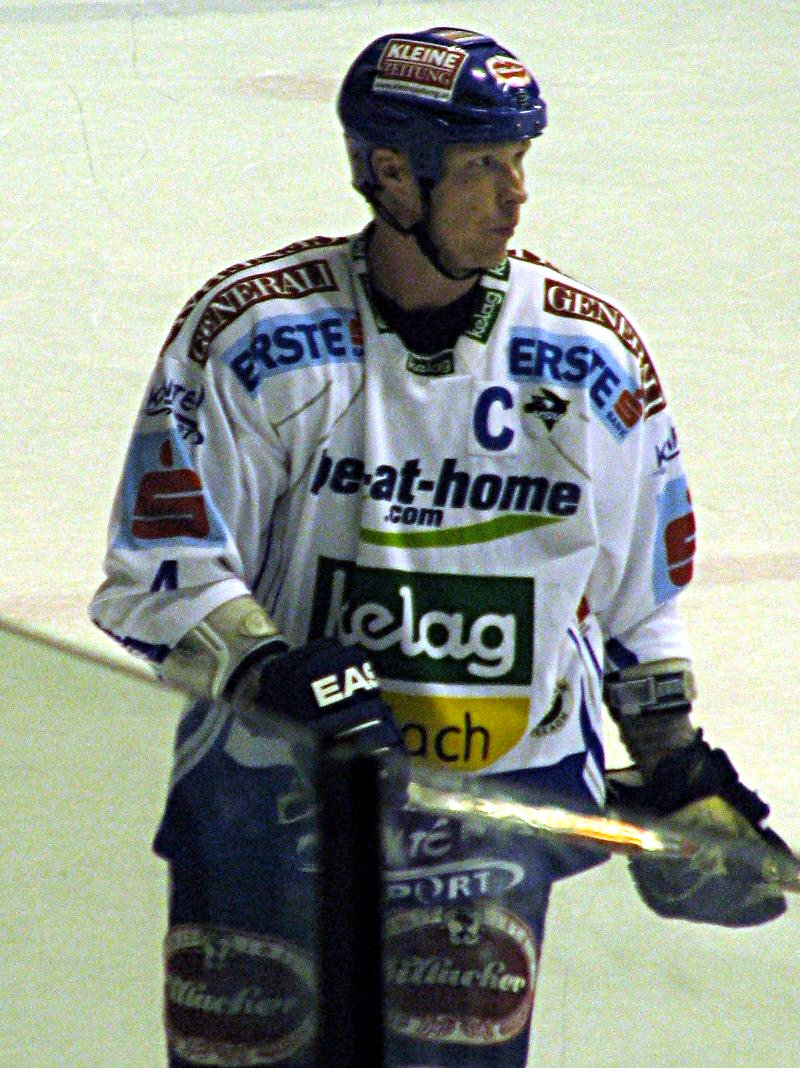
Michael Stewart, gewählt an Position 13

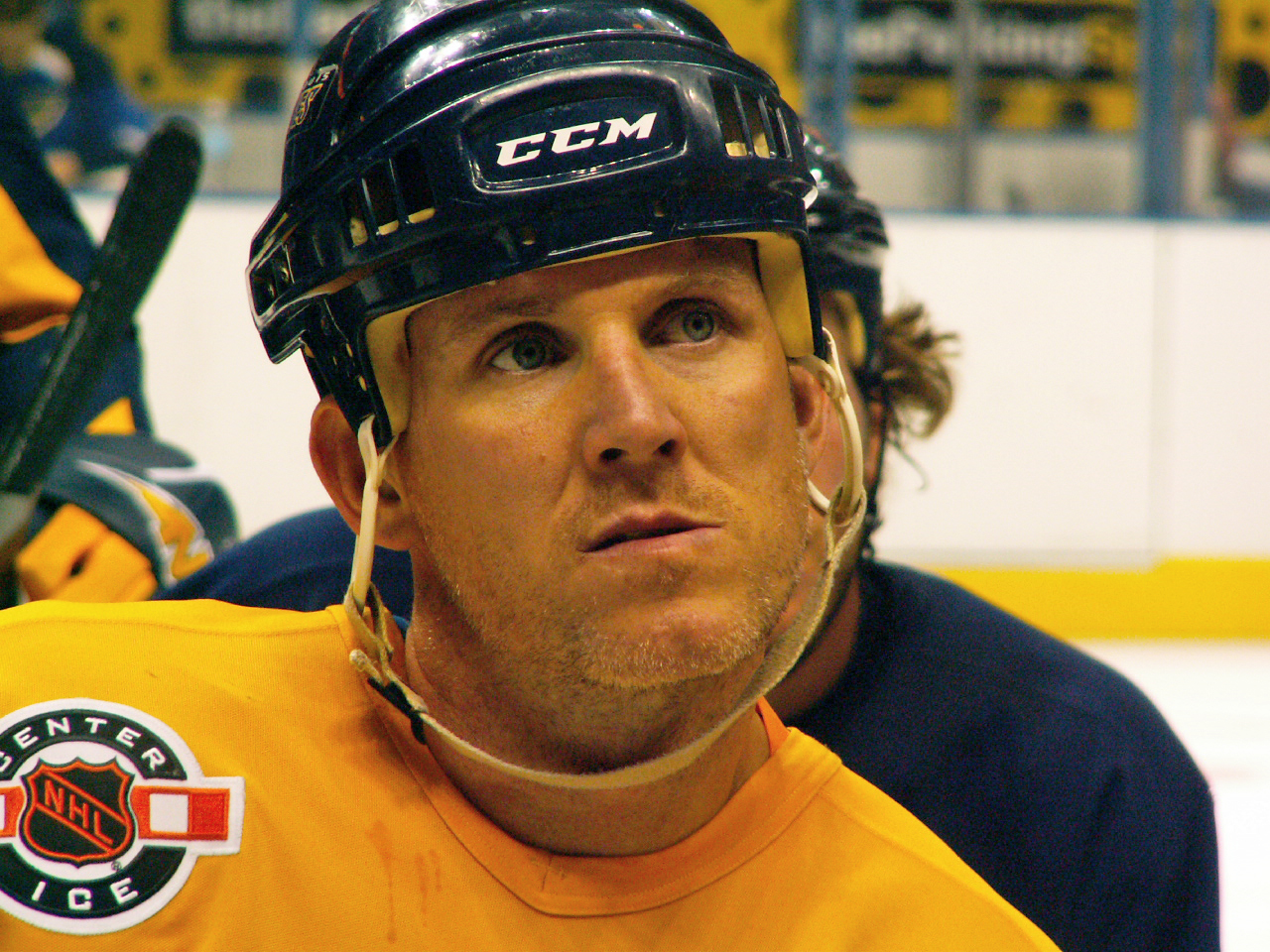
Keith Tkachuk, gewählt an Position 19

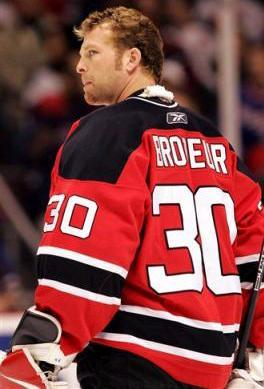
Martin Brodeur, gewählt an Position 20

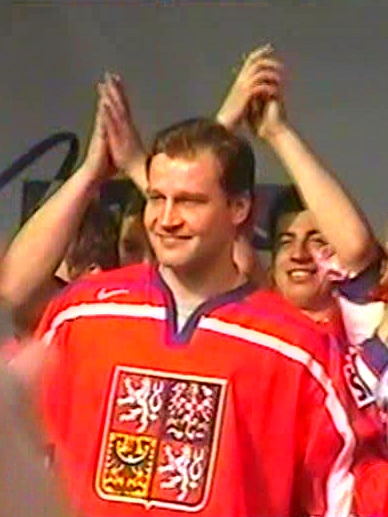
Jiří Šlégr, gewählt an Position 23

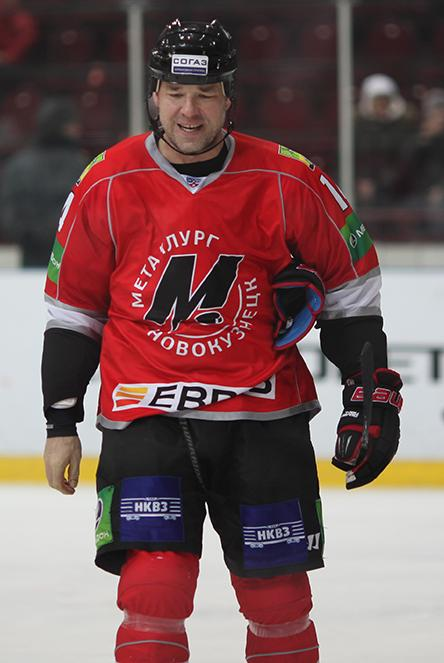
Chris Simon, gewählt an Position 25

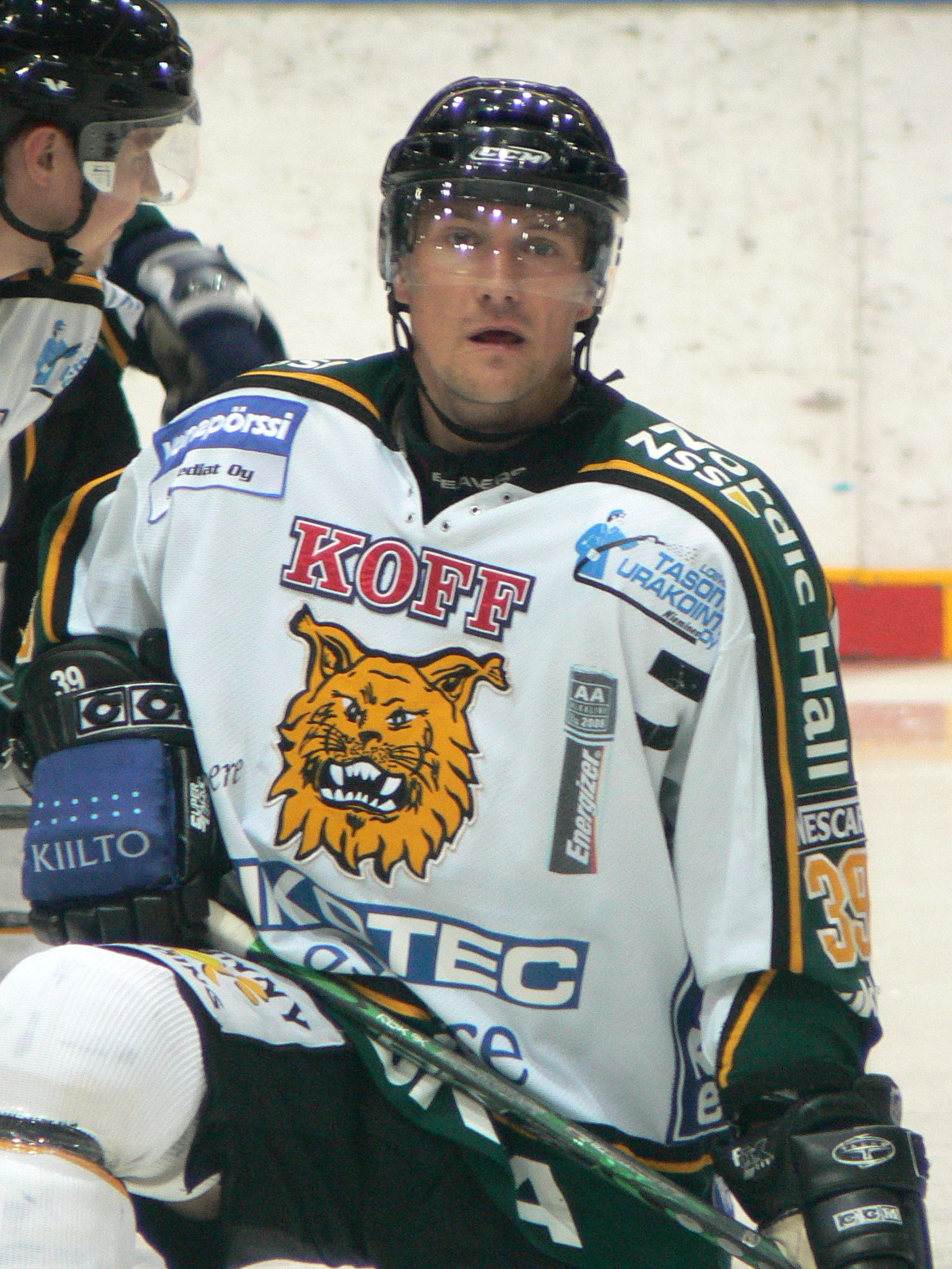
Vesa Viitakoski, gewählt an Position 32

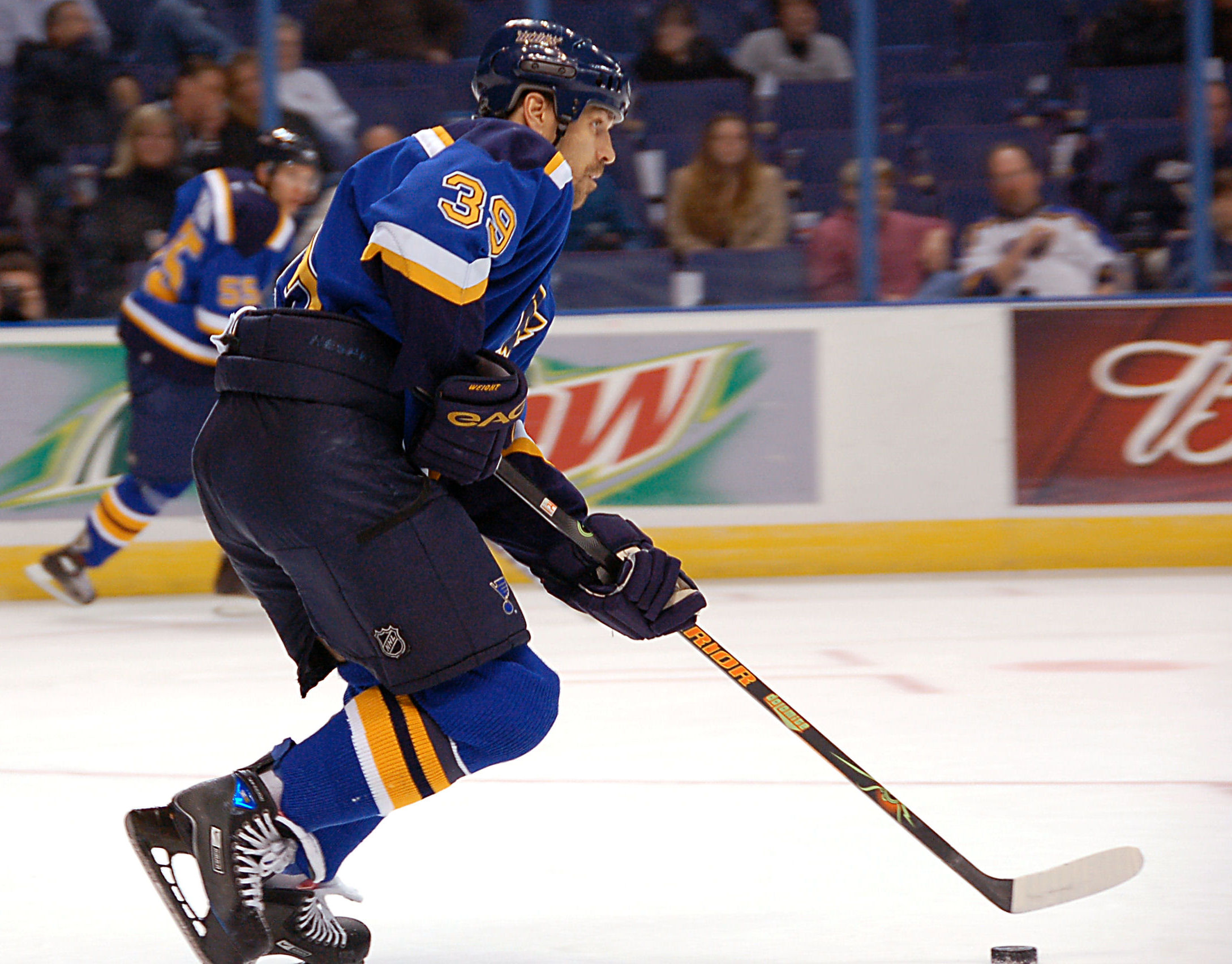
Doug Weight, gewählt an Position 34

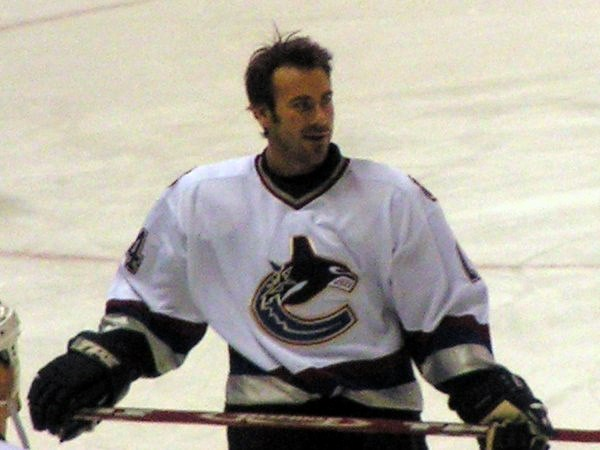
Geoff Sanderson, gewählt an Position 36

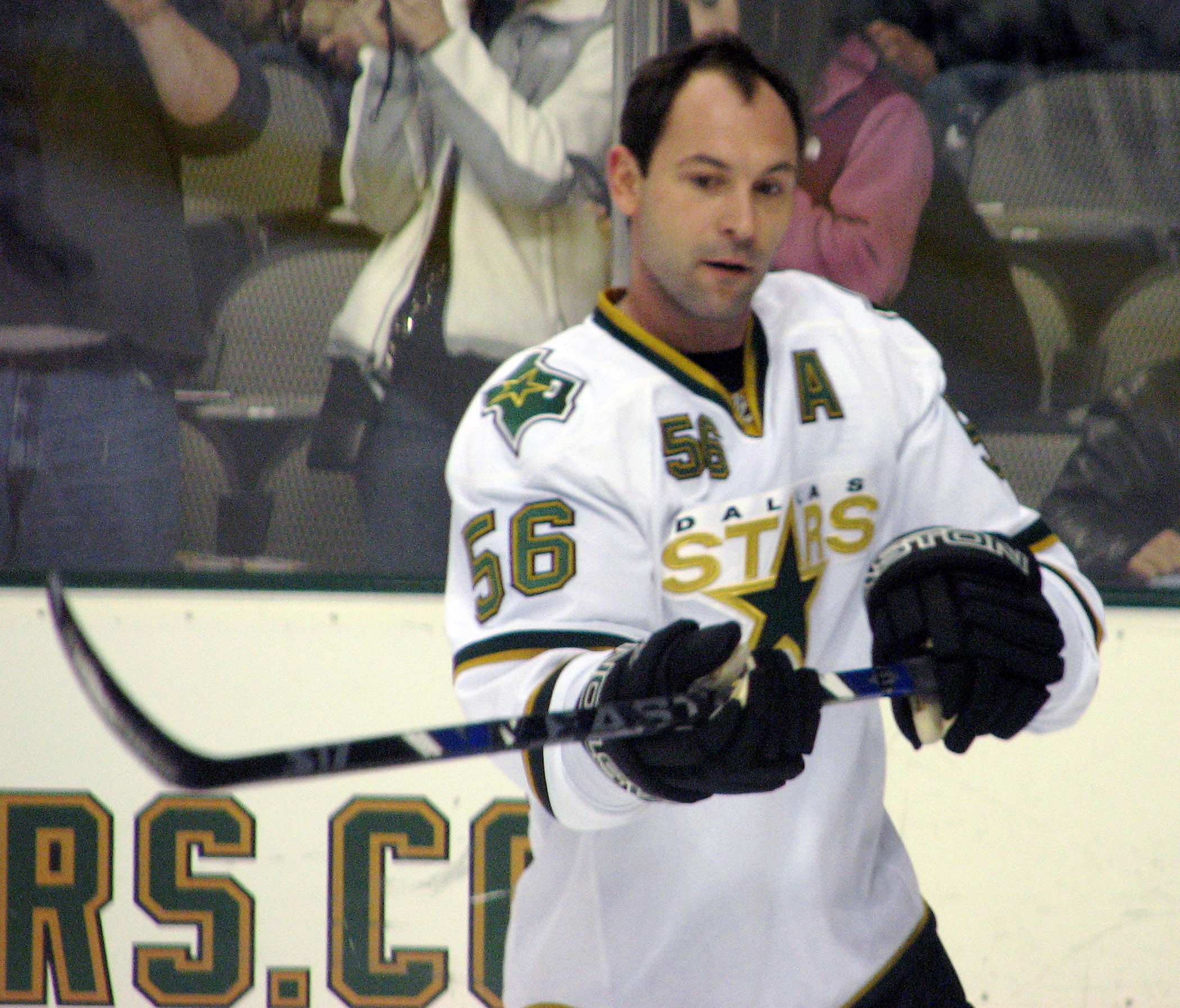
Sergei Subow, gewählt an Position 85

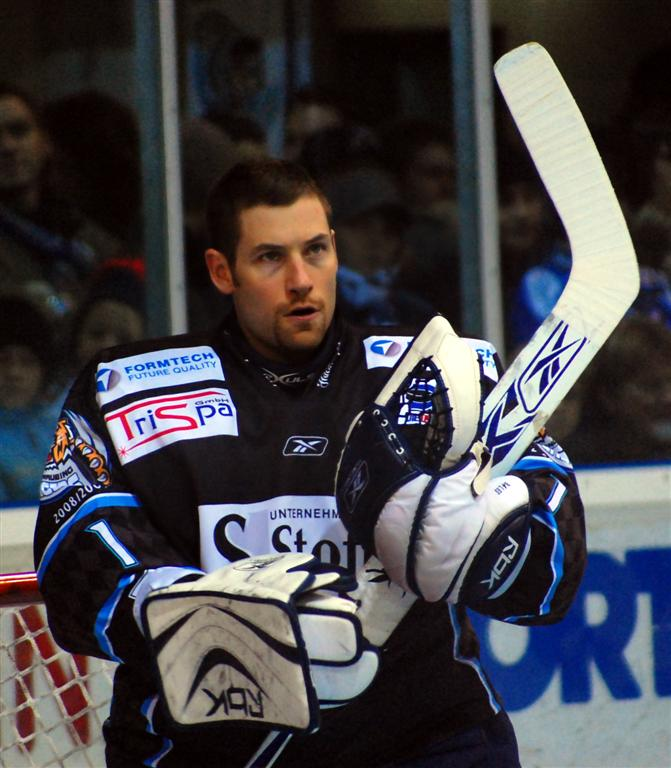
Mike Bales, gewählt an Position 105

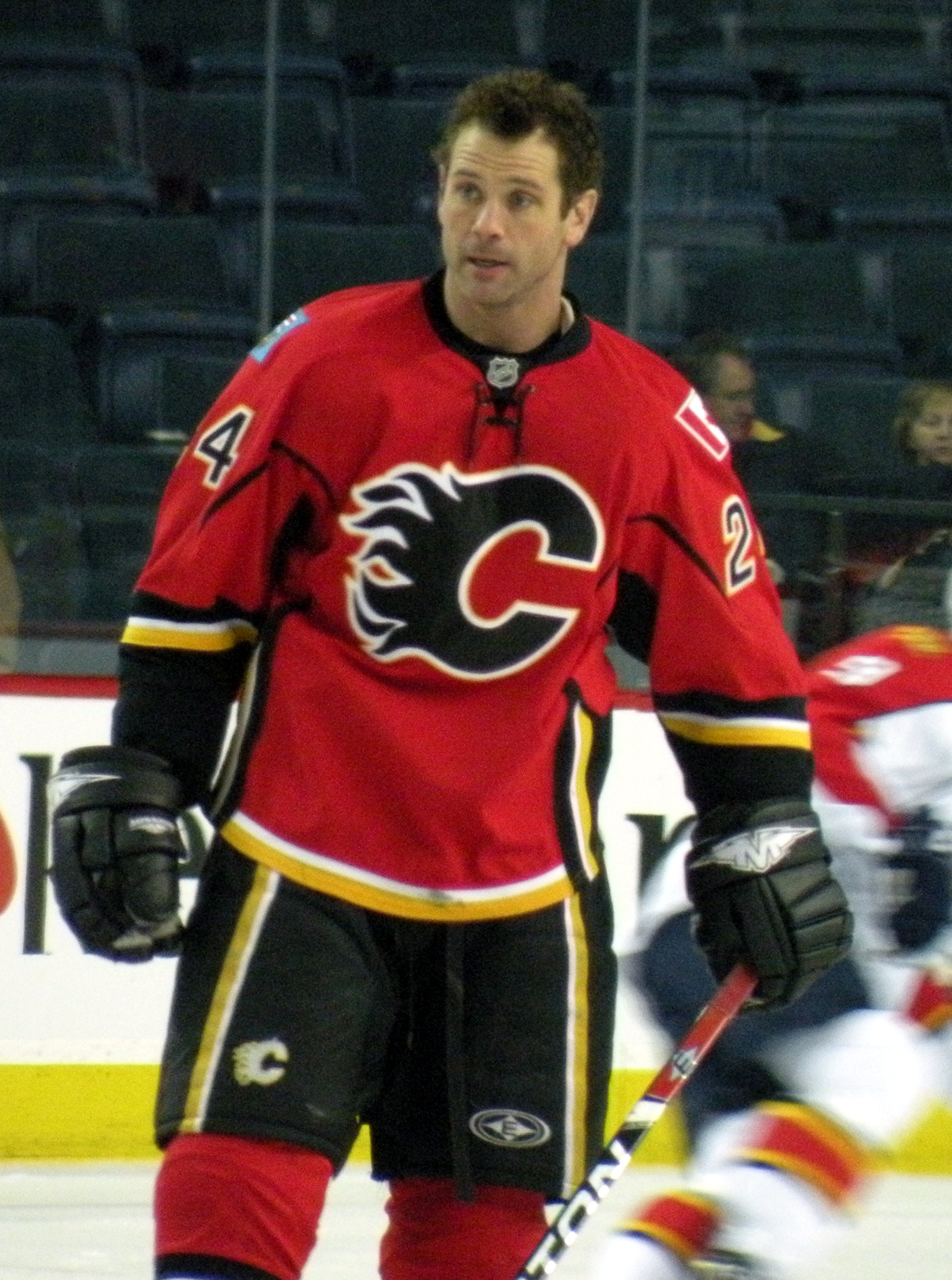
Craig Conroy, gewählt an Position 123

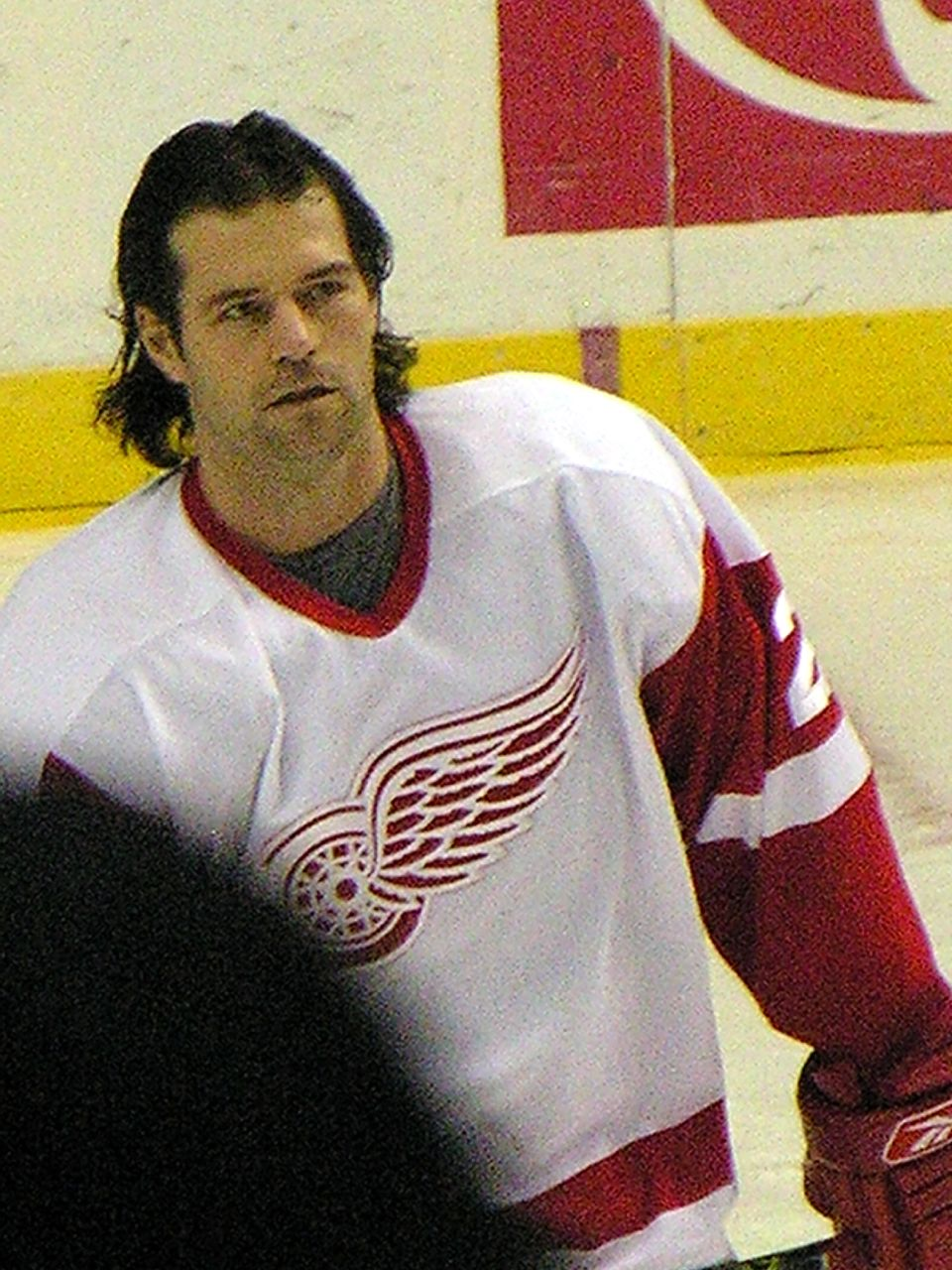
Robert Lang, gewählt an Position 133

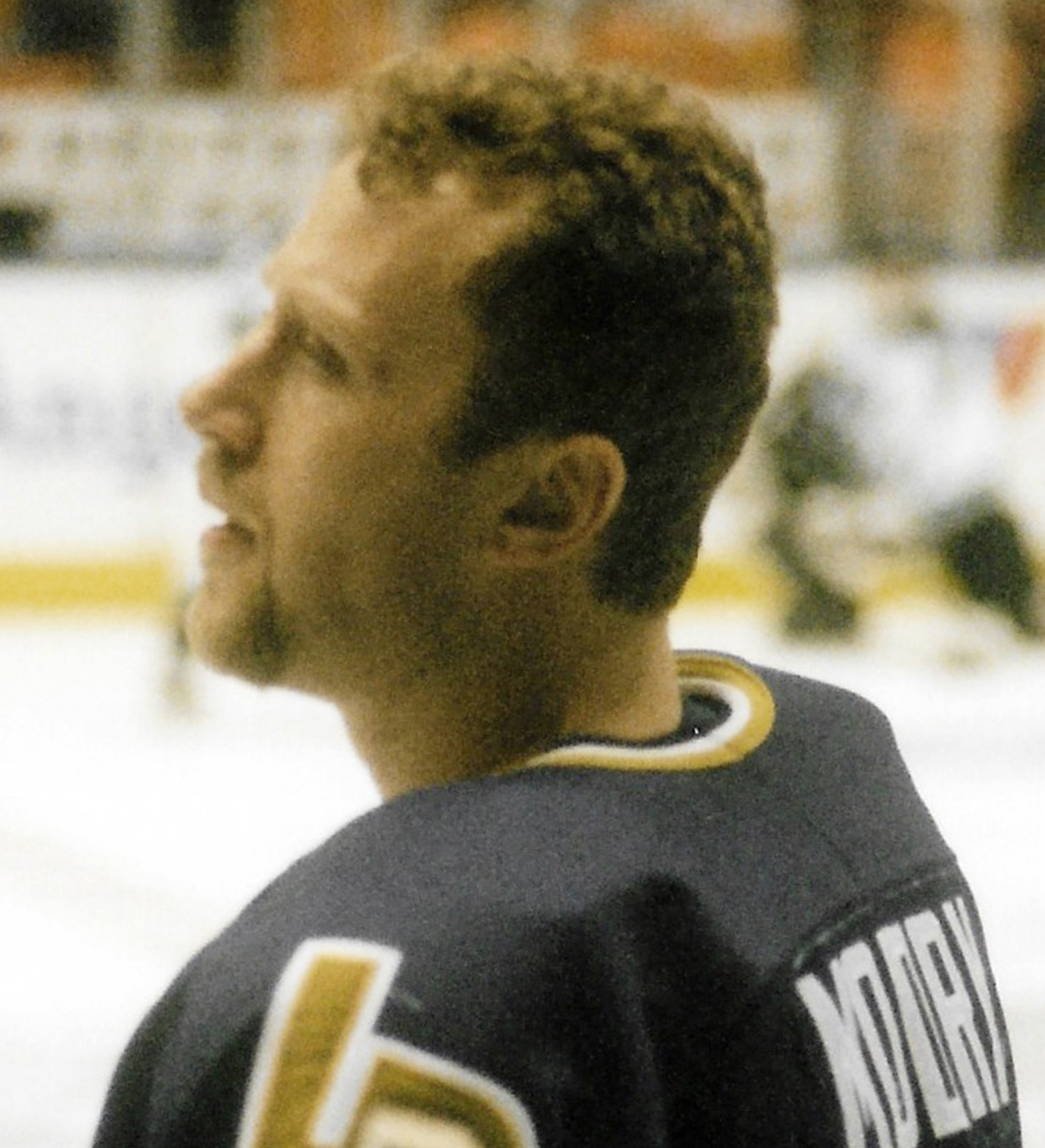
Jaroslav Modrý, gewählt an Position 179

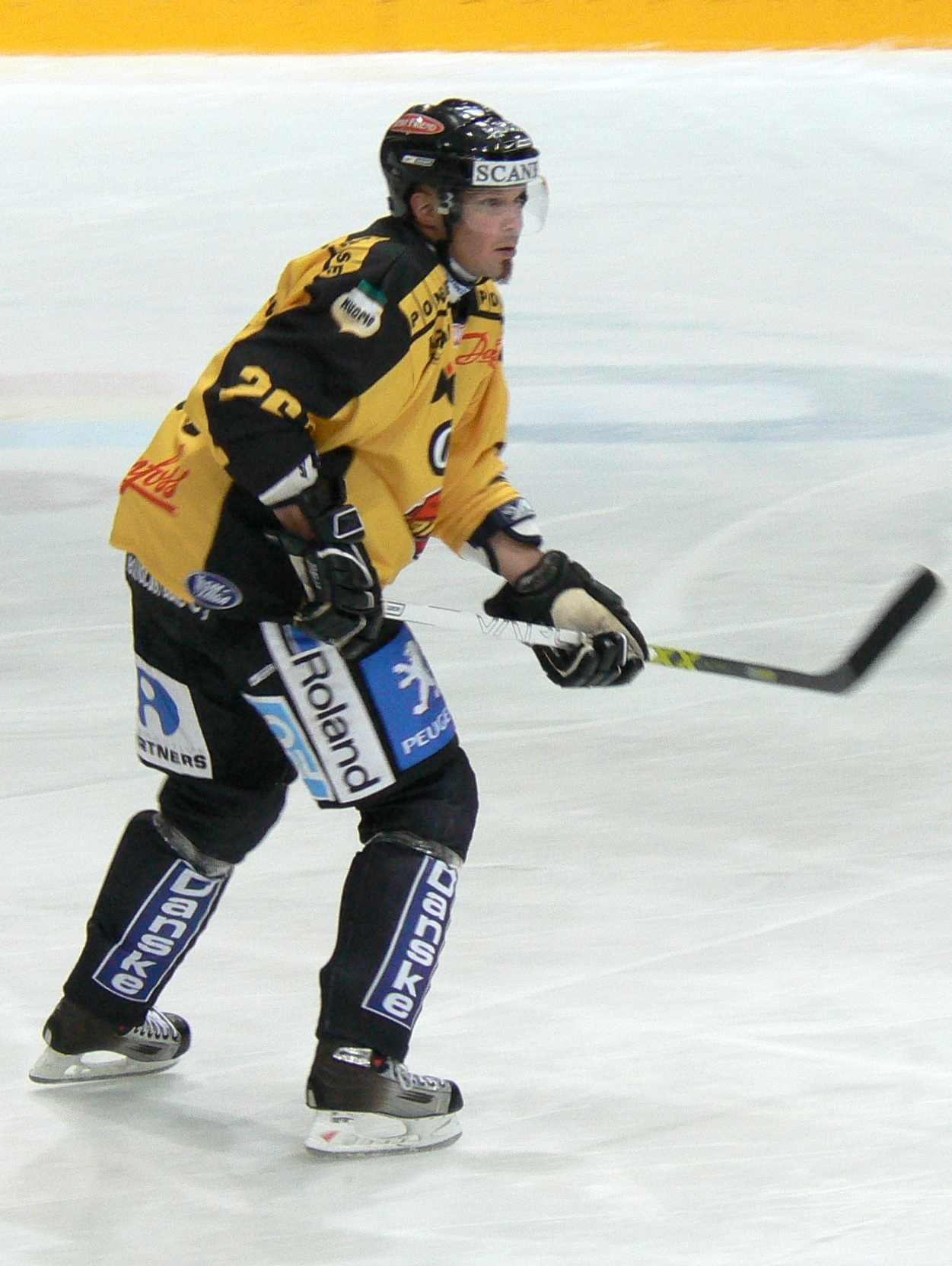
Mika Strömberg, gewählt an Position 211

| Inhaltsverzeichnis Runde 1 \| Runde 2 \| Runde 3 \| Runde 4 \| Runde 5 \| Runde 6 \| Runde 7 \| Runde 8 \| Runde 9 \| Runde 10 \| Runde 11 \| Runde 12 |

Abkürzungen:
Position mit C = Center, LW = linker Flügel, RW = rechter Flügel, D = Verteidiger, G = Torwart
Farblegende:
 = Spieler, die in die Hockey Hall of Fame aufgenommen wurden

### Runde 1
| #   | Spieler          | Nationalität       | Position | NHL-Team                                                          | College-/Junioren-/Profi-Team         |
| --- | ---------------- | ------------------ | -------- | ----------------------------------------------------------------- | ------------------------------------- |
| 1.  | Owen Nolan       | Kanada             | RW       | Nordiques de Québec                                               | Cornwall Royals (OHL)                 |
| 2.  | Petr Nedvěd      | Tschechoslowakei   | C        | Vancouver Canucks                                                 | Seattle Thunderbirds (WHL)            |
| 3.  | Keith Primeau    | Kanada             | C        | Detroit Red Wings                                                 | Niagara Falls Thunder (OHL)           |
| 4.  | Mike Ricci       | Kanada             | C        | Philadelphia Flyers                                               | Peterborough Petes (OHL)              |
| 5.  | Jaromír Jágr     | Tschechoslowakei   | RW       | Pittsburgh Penguins                                               | TJ Poldi SONP Kladno (1. Liga)        |
| 6.  | Scott Scissons   | Kanada             | C        | New York Islanders                                                | Saskatoon Blades (WHL)                |
| 7.  | Darryl Sydor     | Kanada             | D        | Los Angeles Kings                                                 | Kamloops Blazers (WHL)                |
| 8.  | Derian Hatcher   | Vereinigte Staaten | D        | Minnesota North Stars                                             | North Bay Centennials (OHL)           |
| 9.  | John Slaney      | Kanada             | D        | Washington Capitals                                               | Cornwall Royals (OHL)                 |
| 10. | Drake Berehowsky | Kanada             | D        | Toronto Maple Leafs                                               | Kingston Frontenacs (OHL)             |
| 11. | Trevor Kidd      | Kanada             | G        | Calgary Flames (von New Jersey Devils)                            | Brandon Wheat Kings (WHL)             |
| 12. | Turner Stevenson | Kanada             | RW       | Canadiens de Montréal (von St. Louis Blues)                       | Seattle Thunderbirds (WHL)            |
| 13. | Michael Stewart  | Kanada             | D        | New York Rangers                                                  | Michigan State University (NCAA)      |
| 14. | Brad May         | Kanada             | LW       | Buffalo Sabres (von Winnipeg Jets)                                | Niagara Falls Thunder (OHL)           |
| 15. | Mark Greig       | Kanada             | RW       | Hartford Whalers                                                  | Lethbridge Hurricanes (WHL)           |
| 16. | Karl Dykhuis     | Kanada             | D        | Chicago Blackhawks                                                | Olympiques de Hull (LHJMQ)            |
| 17. | Scott Allison    | Kanada             | C        | Edmonton Oilers                                                   | Prince Albert Raiders (WHL)           |
| 18. | Shawn Antoski    | Kanada             | LW       | Vancouver Canucks (von Canadiens de Montréal via St. Louis Blues) | North Bay Centennials (OHL)           |
| 19. | Keith Tkachuk    | Vereinigte Staaten | LW       | Winnipeg Jets (von Buffalo Sabres)                                | Malden Catholic High (US High School) |
| 20. | Martin Brodeur   | Kanada             | G        | New Jersey Devils (von Calgary Flames)                            | Laser de Saint-Hyacinthe (LHJMQ)      |
| 21. | Bryan Smolinski  | Vereinigte Staaten | C        | Boston Bruins                                                     | Michigan State University (NCAA)      |

### Runde 2
| #   | Spieler           | Nationalität       | Position | NHL-Team                                                         | College-/Junioren-/Profi-Team         |
| --- | ----------------- | ------------------ | -------- | ---------------------------------------------------------------- | ------------------------------------- |
| 22. | Ryan Hughes       | Kanada             | C        | Nordiques de Québec                                              | Cornell University (NCAA)             |
| 23. | Jiří Šlégr        | Tschechoslowakei   | D        | Vancouver Canucks                                                | CHZ Litvínov (1. Liga)                |
| 24. | David Harlock     | Kanada             | D        | New Jersey Devils (von Detroit Red Wings via Calgary Flames)     | University of Michigan (NCAA)         |
| 25. | Chris Simon       | Kanada             | LW       | Philadelphia Flyers                                              | Ottawa 67’s (OHL)                     |
| 26. | Nicolas Perreault | Kanada             | D        | Calgary Flames (von Pittsburgh Penguins)                         | Hawkesbury Hawks (CJHL)               |
| 27. | Chris Taylor      | Kanada             | C        | New York Islanders                                               | London Knights (OHL)                  |
| 28. | Brandy Semchuk    | Kanada             | RW       | Los Angeles Kings                                                | Hockey Canada                         |
| 29. | Chris Gotziaman   | Vereinigte Staaten | RW       | New Jersey Devils (von Minnesota North Stars via Calgary Flames) | Roseau High (US High School)          |
| 30. | Rod Pasma         | Kanada             | D        | Washington Capitals                                              | Cornwall Royals (OHL)                 |
| 31. | Félix Potvin      | Kanada             | G        | Toronto Maple Leafs                                              | Saguenéens de Chicoutimi (LHJMQ)      |
| 32. | Vesa Viitakoski   | Finnland           | LW       | Calgary Flames (von New Jersey Devils)                           | SaiPa Lappeenranta (SM-liiga)         |
| 33. | Craig Johnson     | Vereinigte Staaten | LW       | St. Louis Blues (von St. Louis Blues via Vancouver Canucks)      | Hill-Murray High (US High School)     |
| 34. | Doug Weight       | Vereinigte Staaten | C        | New York Rangers                                                 | Lake Superior State University (NCAA) |
| 35. | Mike Muller       | Vereinigte Staaten | D        | Winnipeg Jets                                                    | Wayzata High (US High School)         |
| 36. | Geoff Sanderson   | Kanada             | LW       | Hartford Whalers                                                 | Swift Current Broncos (WHL)           |
| 37. | Ivan Droppa       | Tschechoslowakei   | D        | Chicago Blackhawks                                               | VSŽ Košice (1. Liga)                  |
| 38. | Alexandre Legault | Kanada             | D        | Edmonton Oilers                                                  | Boston University (NCAA)              |
| 39. | Ryan Kuwabara     | Kanada             | RW       | Canadiens de Montréal                                            | Ottawa 67’s (OHL)                     |
| 40. | Mikael Renberg    | Schweden           | RW       | Philadelphia Flyers (von Buffalo Sabres)                         | Piteå HC (Division 1)                 |
| 41. | Étienne Belzile   | Kanada             | D        | Calgary Flames                                                   | Cornell University (NCAA)             |
| 42. | Terran Sandwith   | Kanada             | D        | Philadelphia Flyers (von Boston Bruins)                          | Tri-City Americans (WHL)              |

### Runde 3
| #   | Spieler             | Nationalität       | Position | NHL-Team                                       | College-/Junioren-/Profi-Team         |
| --- | ------------------- | ------------------ | -------- | ---------------------------------------------- | ------------------------------------- |
| 43. | Brad Zavisha        | Kanada             | LW       | Nordiques de Québec                            | Seattle Thunderbirds (WHL)            |
| 44. | Kimbi Daniels       | Kanada             | C        | Philadelphia Flyers (von Vancouver Canucks)    | Swift Current Broncos (WHL)           |
| 45. | Wjatscheslaw Koslow | Sowjetunion        | LW       | Detroit Red Wings                              | Chimik Woskressensk (Wysschaja Liga)  |
| 46. | Bill Armstrong      | Kanada             | D        | Philadelphia Flyers                            | Oshawa Generals (OHL)                 |
| 47. | Chris Therien       | Kanada             | D        | Philadelphia Flyers (von Pittsburgh Penguins)  | Northwood Prep (US High School)       |
| 48. | Dan Plante          | Vereinigte Staaten | RW       | New York Islanders                             | Edina High (US High School)           |
| 49. | Bob Berg            | Kanada             | LW       | Los Angeles Kings                              | Belleville Bulls (OHL)                |
| 50. | Laurie Billeck      | Kanada             | D        | Minnesota North Stars                          | Prince Albert Raiders (WHL)           |
| 51. | Chris Longo         | Kanada             | RW       | Washington Capitals                            | Peterborough Petes (OHL)              |
| 52. | Al Kinisky          | Kanada             | LW       | Philadelphia Flyers (von Toronto Maple Leafs)  | Seattle Thunderbirds (WHL)            |
| 53. | Mike Dunham         | Vereinigte Staaten | G        | New Jersey Devils                              | Canterbury High (US High School)      |
| 54. | Patrice Tardif      | Kanada             | C        | St. Louis Blues                                | Champlain College Lennoxville (CÉGEP) |
| 55. | John Vary           | Kanada             | D        | New York Rangers                               | North Bay Centennials (OHL)           |
| 56. | Brad Bombardir      | Kanada             | D        | New Jersey Devils (von Winnipeg Jets)          | Powell River Paper Kings (BCJHL)      |
| 57. | Mike Lenarduzzi     | Kanada             | G        | Hartford Whalers                               | Sault Ste. Marie Greyhounds (OHL)     |
| 58. | Charles Poulin      | Kanada             | C        | Canadiens de Montréal (von Chicago Blackhawks) | Laser de Saint-Hyacinthe (LHJMQ)      |
| 59. | Joe Crowley         | Vereinigte Staaten | LW       | Edmonton Oilers                                | Lawrence Academy (US High School)     |
| 60. | Robert Guillet      | Kanada             | RW       | Canadiens de Montréal                          | Collège Français de Longueuil (LHJMQ) |
| 61. | Joe Dziedzic        | Vereinigte Staaten | LW       | Pittsburgh Penguins (von Buffalo Sabres)       | Edison High (US High School)          |
| 62. | Glen Mears          | Vereinigte Staaten | D        | Calgary Flames                                 | Rochester Mustangs (USHL)             |
| 63. | Cam Stewart         | Kanada             | LW       | Boston Bruins                                  | Elmira Sugar Kings (MWJHL)            |

### Runde 4
| #   | Spieler           | Nationalität       | Position | NHL-Team                                                           | College-/Junioren-/Profi-Team               |
| --- | ----------------- | ------------------ | -------- | ------------------------------------------------------------------ | ------------------------------------------- |
| 64. | Mike Bodnarchuk   | Kanada             | RW       | New Jersey Devils (von Nordiques de Québec)                        | Kingston Frontenacs (OHL)                   |
| 65. | Darin Bader       | Kanada             | LW       | Vancouver Canucks                                                  | Saskatoon Blades (WHL)                      |
| 66. | Stewart Malgunas  | Kanada             | D        | Detroit Red Wings                                                  | Seattle Thunderbirds (WHL)                  |
| 67. | Joel Blain        | Kanada             | LW       | Edmonton Oilers (von Philadelphia Flyers)                          | Olympiques de Hull (LHJMQ)                  |
| 68. | Chris Tamer       | Vereinigte Staaten | D        | Pittsburgh Penguins                                                | University of Michigan (NCAA)               |
| 69. | Jeff Nielsen      | Vereinigte Staaten | RW       | New York Rangers (von New York Islanders via Los Angeles Kings)    | Grand Rapids High (US High School)          |
| 70. | Cal McGowan       | Kanada             | C        | Minnesota North Stars (von Los Angeles Kings via New York Rangers) | Kamloops Blazers (WHL)                      |
| 71. | Frank Kovacs      | Kanada             | LW       | Minnesota North Stars                                              | Regina Pats (WHL)                           |
| 72. | Randy Pearce      | Kanada             | LW       | Washington Capitals                                                | Kitchener Rangers (OHL)                     |
| 73. | Darby Hendrickson | Vereinigte Staaten | C        | Toronto Maple Leafs                                                | Richfield High (US High School)             |
| 74. | Roman Meluzín     | Tschechoslowakei   | RW       | Winnipeg Jets (von New Jersey Devils)                              | Zetor Brno (1. Liga)                        |
| 75. | Scott Levins      | Vereinigte Staaten | RW       | Winnipeg Jets (von St. Louis Blues)                                | Tri-City Americans (WHL)                    |
| 76. | Rick Willis       | Vereinigte Staaten | LW       | New York Rangers                                                   | Pingree High (US High School)               |
| 77. | Alexei Schamnow   | Sowjetunion        | C        | Winnipeg Jets                                                      | Dynamo Moskau (Wysschaja Liga)              |
| 78. | Chris Bright      | Kanada             | RW       | Hartford Whalers                                                   | Moose Jaw Warriors (WHL)                    |
| 79. | Chris Tucker      | Vereinigte Staaten | C        | Chicago Blackhawks                                                 | Bloomington Jefferson High (US High School) |
| 80. | Greg Walters      | Kanada             | LW       | Toronto Maple Leafs (von Edmonton Oilers)                          | Ottawa 67’s (OHL)                           |
| 81. | Gilbert Dionne    | Kanada             | LW       | Canadiens de Montréal                                              | Kitchener Rangers (OHL)                     |
| 82. | Brian McCarthy    | Vereinigte Staaten | C        | Buffalo Sabres                                                     | Pingree High (US High School)               |
| 83. | Paul Kruse        | Kanada             | LW       | Calgary Flames                                                     | Kamloops Blazers (WHL)                      |
| 84. | Jerry Buckley     | Vereinigte Staaten | RW       | Boston Bruins                                                      | Northwood Prep (US High School)             |

### Runde 5
| #    | Spieler         | Nationalität       | Position | NHL-Team                                                       | College-/Junioren-/Profi-Team        |
| ---- | --------------- | ------------------ | -------- | -------------------------------------------------------------- | ------------------------------------ |
| 85.  | Sergei Subow    | Sowjetunion        | D        | New York Rangers (von Nordiques de Québec)                     | ZSKA Moskau (Wysschaja Liga)         |
| 86.  | Gino Odjick     | Kanada             | LW       | Vancouver Canucks                                              | Titan de Laval (LHJMQ)               |
| 87.  | Tony Burns      | Vereinigte Staaten | D        | Detroit Red Wings (von Detroit Red Wings via New York Rangers) | Duluth Denfeld High (US High School) |
| 88.  | Dan Kordic      | Kanada             | LW       | Philadelphia Flyers                                            | Medicine Hat Tigers (WHL)            |
| 89.  | Brian Farrell   | Vereinigte Staaten | LW       | Pittsburgh Penguins                                            | Avon Old Farms High (US High School) |
| 90.  | Chris Marinucci | Vereinigte Staaten | C        | New York Islanders                                             | Grand Rapids High (US High School)   |
| 91.  | David Goverde   | Kanada             | G        | Los Angeles Kings                                              | Sudbury Wolves (OHL)                 |
| 92.  | Enrico Ciccone  | Kanada             | D        | Minnesota North Stars                                          | Draveurs de Trois-Rivières (LHJMQ)   |
| 93.  | Brian Sakic     | Kanada             | C        | Washington Capitals                                            | Tri-City Americans (WHL)             |
| 94.  | Mark Ouimet     | Kanada             | C        | Washington Capitals (von Toronto Maple Leafs)                  | University of Michigan (NCAA)        |
| 95.  | Dean Malkoc     | Kanada             | D        | New Jersey Devils                                              | Kamloops Blazers (WHL)               |
| 96.  | Jason Ruff      | Kanada             | LW       | St. Louis Blues                                                | Lethbridge Hurricanes (WHL)          |
| 97.  | Richard Šmehlík | Tschechoslowakei   | D        | Buffalo Sabres (von New York Rangers)                          | TK Vítkovice (1. Liga)               |
| 98.  | Craig Martin    | Kanada             | RW       | Winnipeg Jets                                                  | Olympiques de Hull (LHJMQ)           |
| 99.  | Luboš Rob       | Tschechoslowakei   | LW       | New York Rangers (von Hartford Whalers)                        | Motor České Budějovice (1. Liga)     |
| 100. | Todd Bojcun     | Kanada             | G        | Buffalo Sabres (von Chicago Blackhawks)                        | Peterborough Petes (OHL)             |
| 101. | Greg Louder     | Vereinigte Staaten | G        | Edmonton Oilers                                                | Cushing Academy (US High School)     |
| 102. | Paul DiPietro   | Kanada             | C        | Canadiens de Montréal                                          | Sudbury Wolves (OHL)                 |
| 103. | Brad Pascall    | Kanada             | D        | Buffalo Sabres                                                 | University of North Dakota (NCAA)    |
| 104. | Petr Kuchyňa    | Tschechoslowakei   | D        | New Jersey Devils (von Calgary Flames)                         | Dukla Jihlava (1. Liga)              |
| 105. | Mike Bales      | Kanada             | G        | Boston Bruins                                                  | Ohio State University (NCAA)         |

### Runde 6
| #    | Spieler              | Nationalität       | Position | NHL-Team                                    | College-/Junioren-/Profi-Team         |
| ---- | -------------------- | ------------------ | -------- | ------------------------------------------- | ------------------------------------- |
| 106. | Jeff Parrott         | Kanada             | D        | Nordiques de Québec                         | University of Minnesota Duluth (NCAA) |
| 107. | Ian Moran            | Vereinigte Staaten | RW       | Pittsburgh Penguins (von Vancouver Canucks) | Belmont Hill High (US High School)    |
| 108. | Claude Barthe        | Kanada             | D        | Detroit Red Wings                           | Tigres de Victoriaville (LHJMQ)       |
| 109. | Wjatscheslaw Buzajew | Sowjetunion        | C        | Philadelphia Flyers                         | ZSKA Moskau (Wysschaja Liga)          |
| 110. | Denis Casey          | Kanada             | G        | Pittsburgh Penguins                         | Colorado College (NCAA)               |
| 111. | Joni Lehto           | Finnland           | D        | New York Islanders                          | Ottawa 67’s (OHL)                     |
| 112. | Erik Andersson       | Schweden           | LW       | Los Angeles Kings                           | Danderyds HC (Division 1)             |
| 113. | Roman Turek          | Tschechoslowakei   | G        | Minnesota North Stars                       | VTJ Písek (1. ČNHL)                   |
| 114. | Andrej Kawaljou      | Sowjetunion        | RW       | Washington Capitals                         | Dynamo Moskau (Wysschaja Liga)        |
| 115. | Oleksandr Hodynjuk   | Sowjetunion        | D        | Toronto Maple Leafs                         | Sokol Kiew (Wysschaja Liga)           |
| 116. | Ľubomír Kolník       | Tschechoslowakei   | RW       | New Jersey Devils                           | Dukla Trenčín (1. Liga)               |
| 117. | Kurt Miller          | Vereinigte Staaten | LW       | St. Louis Blues                             | Rochester Mustangs (USHL)             |
| 118. | Jason Weinrich       | Vereinigte Staaten | D        | New York Rangers                            | Springfield Olympics (NEJHL)          |
| 119. | Daniel Jardemyr      | Schweden           | D        | Winnipeg Jets                               | Uppsala AIS (Division 1)              |
| 120. | Cory Keenan          | Kanada             | D        | Hartford Whalers                            | Kitchener Rangers (OHL)               |
| 121. | Brent Stickney       | Vereinigte Staaten | C        | Chicago Blackhawks                          | St. Paul’s High (US High School)      |
| 122. | Keijo Säilynoja      | Finnland           | LW       | Edmonton Oilers                             | Jokerit Helsinki (SM-liiga)           |
| 123. | Craig Conroy         | Vereinigte Staaten | C        | Canadiens de Montréal                       | Northwood Prep (US High School)       |
| 124. | Derek Edgerly        | Vereinigte Staaten | C        | Chicago Blackhawks (von Buffalo Sabres)     | Stoneham High (US High School)        |
| 125. | Chris Tschupp        | Vereinigte Staaten | LW       | Calgary Flames                              | Trinity-Pawling High (US High School) |
| 126. | Mark Woolf           | Kanada             | RW       | Boston Bruins                               | Spokane Chiefs (WHL)                  |

### Runde 7
| #    | Spieler         | Nationalität       | Position | NHL-Team                                      | College-/Junioren-/Profi-Team            |
| ---- | --------------- | ------------------ | -------- | --------------------------------------------- | ---------------------------------------- |
| 127. | Dwayne Norris   | Kanada             | RW       | Nordiques de Québec                           | Michigan State University (NCAA)         |
| 128. | Daryl Filipek   | Kanada             | D        | Vancouver Canucks                             | Ferris State University (NCAA)           |
| 129. | Jason York      | Kanada             | D        | Detroit Red Wings                             | Kitchener Rangers (OHL)                  |
| 130. | Mika Välilä     | Finnland           | C        | Pittsburgh Penguins (von Philadelphia Flyers) | Tappara Tampere (SM-liiga)               |
| 131. | Ken Plaquin     | Kanada             | D        | Pittsburgh Penguins                           | Michigan Technological University (NCAA) |
| 132. | Mike Guilbert   | Vereinigte Staaten | D        | New York Islanders                            | Governor Dummer Academy (US High School) |
| 133. | Robert Lang     | Tschechoslowakei   | C        | Los Angeles Kings                             | CHZ Litvínov (1. Liga)                   |
| 134. | Jeff Levy       | Vereinigte Staaten | G        | Minnesota North Stars                         | Rochester Mustangs (USHL)                |
| 135. | Roman Kontšek   | Tschechoslowakei   | RW       | Washington Capitals                           | Dukla Trenčín (1. Liga)                  |
| 136. | Éric Lacroix    | Kanada             | LW       | Toronto Maple Leafs                           | Governor Dummer Academy (US High School) |
| 137. | Chris McAlpine  | Vereinigte Staaten | D        | New Jersey Devils                             | Roseville High (US High School)          |
| 138. | Wayne Conlan    | Vereinigte Staaten | C        | St. Louis Blues                               | Trinity-Pawling High (US High School)    |
| 139. | Bryan Lonsinger | Vereinigte Staaten | D        | New York Rangers                              | Choate Rosemary Hall (US High School)    |
| 140. | John Lilley     | Vereinigte Staaten | RW       | Winnipeg Jets                                 | Cushing Academy (US High School)         |
| 141. | Jerguš Bača     | Tschechoslowakei   | D        | Hartford Whalers                              | VSŽ Košice (1. Liga)                     |
| 142. | Wiktor Gordijuk | Sowjetunion        | LW       | Buffalo Sabres (von Chicago Blackhawks)       | Krylja Sowetow Moskau (Wysschaja Liga)   |
| 143. | Mike Power      | Kanada             | G        | Edmonton Oilers                               | Western Michigan University (NCAA)       |
| 144. | Stephen Rohr    | Vereinigte Staaten | C        | Canadiens de Montréal                         | Culver Military Academy (US High School) |
| 145. | Patrick Neaton  | Vereinigte Staaten | D        | Pittsburgh Penguins (von Buffalo Sabres)      | University of Michigan (NCAA)            |
| 146. | Dmitri Frolow   | Sowjetunion        | D        | Calgary Flames                                | Dynamo Moskau (Wysschaja Liga)           |
| 147. | James Mackey    | Vereinigte Staaten | D        | Boston Bruins                                 | Hotchkiss Academy (US High School)       |

### Runde 8
| #    | Spieler             | Nationalität       | Position | NHL-Team                                    | College-/Junioren-/Profi-Team         |
| ---- | ------------------- | ------------------ | -------- | ------------------------------------------- | ------------------------------------- |
| 148. | Andrei Kowalenko    | Sowjetunion        | RW       | Nordiques de Québec                         | ZSKA Moskau (Wysschaja Liga)          |
| 149. | Paul O’Hagan        | Kanada             | D        | Vancouver Canucks                           | Oshawa Generals (OHL)                 |
| 150. | Wes McCauley        | Kanada             | D        | Detroit Red Wings                           | Michigan State University (NCAA)      |
| 151. | Patric Englund      | Schweden           | LW       | Philadelphia Flyers                         | AIK Solna (Elitserien)                |
| 152. | Petteri Koskimäki   | Finnland           | C        | Pittsburgh Penguins                         | Boston University (NCAA)              |
| 153. | Sylvain Fleury      | Kanada             | C        | New York Islanders                          | Collège Français de Longueuil (LHJMQ) |
| 154. | Dean Hulett         | Vereinigte Staaten | RW       | Los Angeles Kings                           | Lake Superior State University (NCAA) |
| 155. | Doug Barrault       | Kanada             | RW       | Minnesota North Stars                       | Lethbridge Hurricanes (WHL)           |
| 156. | Peter Bondra        | Tschechoslowakei   | RW       | Washington Capitals                         | VSŽ Košice (1. Liga)                  |
| 157. | Dan Stiver          | Kanada             | RW       | Toronto Maple Leafs                         | University of Michigan (NCAA)         |
| 158. | Alexander Karpowzew | Sowjetunion        | D        | Nordiques de Québec (von New Jersey Devils) | Dynamo Moskau (Wysschaja Liga)        |
| 159. | Steve Martell       | Kanada             | RW       | Washington Capitals (von St. Louis Blues)   | London Knights (OHL)                  |
| 160. | Todd Hedlund        | Vereinigte Staaten | RW       | New York Rangers                            | Roseau High (US High School)          |
| 161. | Henrik Andersson    | Schweden           | D        | Winnipeg Jets                               | Västerås IK (Elitserien)              |
| 162. | Martin D’Orsonnens  | Kanada             | D        | Hartford Whalers                            | Clarkson University (NCAA)            |
| 163. | Hugo Bélanger       | Kanada             | LW       | Chicago Blackhawks                          | Clarkson University (NCAA)            |
| 164. | Roman Mejzlík       | Tschechoslowakei   | RW       | Edmonton Oilers                             | Dukla Jihlava (1. Liga)               |
| 165. | Brent Fleetwood     | Kanada             | C        | Canadiens de Montréal                       | Portland Winter Hawks (WHL)           |
| 166. | Milan Nedoma        | Tschechoslowakei   | D        | Buffalo Sabres                              | Zetor Brno (1. Liga)                  |
| 167. | Shawn Murray        | Vereinigte Staaten | G        | Calgary Flames                              | Hill-Murray High (US High School)     |
| 168. | John Gruden         | Vereinigte Staaten | D        | Boston Bruins                               | Waterloo Black Hawks (USHL)           |

### Runde 9
| #    | Spieler          | Nationalität       | Position | NHL-Team              | College-/Junioren-/Profi-Team         |
| ---- | ---------------- | ------------------ | -------- | --------------------- | ------------------------------------- |
| 169. | Pat Mazzoli      | Kanada             | G        | Nordiques de Québec   | Humboldt Broncos (SJHL)               |
| 170. | Mark Cipriano    | Kanada             | D        | Vancouver Canucks     | Victoria Cougars (WHL)                |
| 171. | Tony Gruba       | Vereinigte Staaten | RW       | Detroit Red Wings     | Hill-Murray High (US High School)     |
| 172. | Toni Porkka      | Finnland           | D        | Philadelphia Flyers   | Lukko Rauma (SM-liiga)                |
| 173. | Ladislav Karabin | Tschechoslowakei   | LW       | Pittsburgh Penguins   | Slovan Bratislava (1. SNHL)           |
| 174. | John Joyce       | Vereinigte Staaten | C        | New York Islanders    | Avon Old Farms High (US High School)  |
| 175. | Denis LeBlanc    | Kanada             | C        | Los Angeles Kings     | Laser de Saint-Hyacinthe (LHJMQ)      |
| 176. | Joe Biondi       | Vereinigte Staaten | C        | Minnesota North Stars | University of Minnesota Duluth (NCAA) |
| 177. | Ken Klee         | Vereinigte Staaten | D        | Washington Capitals   | Bowling Green State University (NCAA) |
| 178. | Robert Horyna    | Tschechoslowakei   | G        | Toronto Maple Leafs   | Dukla Jihlava (1. Liga)               |
| 179. | Jaroslav Modrý   | Tschechoslowakei   | D        | New Jersey Devils     | Motor České Budějovice (1. Liga)      |
| 180. | Parris Duffus    | Vereinigte Staaten | G        | St. Louis Blues       | Melfort Mustangs (SJHL)               |
| 181. | Andy Silverman   | Vereinigte Staaten | D        | New York Rangers      | Beverly High (US High School)         |
| 182. | Rauli Raitanen   | Finnland           | C        | Winnipeg Jets         | Ässät Pori (I-divisioona)             |
| 183. | Corey Osmak      | Kanada             | RW       | Hartford Whalers      | Nipawin Hawks (SJHL)                  |
| 184. | Owen Lessard     | Kanada             | LW       | Chicago Blackhawks    | Owen Sound Platers (OHL)              |
| 185. | Richard Žemlička | Tschechoslowakei   | LW       | Edmonton Oilers       | Sparta ČKD Prag (1. Liga)             |
| 186. | Derek Maguire    | Vereinigte Staaten | D        | Canadiens de Montréal | Delbarton High (US High School)       |
| 187. | Jason Winch      | Kanada             | C        | Buffalo Sabres        | Niagara Falls Thunder (OHL)           |
| 188. | Michael Murray   | Vereinigte Staaten | RW       | Calgary Flames        | Cushing Academy (US High School)      |
| 189. | Darren Wetherill | Kanada             | D        | Boston Bruins         | Minot Americans (SJHL)                |

### Runde 10
| #    | Spieler         | Nationalität       | Position | NHL-Team              | College-/Junioren-/Profi-Team                |
| ---- | --------------- | ------------------ | -------- | --------------------- | -------------------------------------------- |
| 190. | Scott Davis     | Kanada             | D        | Nordiques de Québec   | University of Manitoba (CIAU)                |
| 191. | Troy Neumeier   | Kanada             | D        | Vancouver Canucks     | Prince Albert Raiders (WHL)                  |
| 192. | Travis Tucker   | Vereinigte Staaten | D        | Detroit Red Wings     | Avon Old Farms High (US High School)         |
| 193. | Greg Hanson     | Vereinigte Staaten | D        | Philadelphia Flyers   | Bloomington Kennedy High (US High School)    |
| 194. | Tim Fingerhut   | Vereinigte Staaten | LW       | Pittsburgh Penguins   | Canterbury High (US High School)             |
| 195. | R. J. Enga      | Vereinigte Staaten | RW       | New York Islanders    | Culver Military Academy (US High School)     |
| 196. | Patrik Ross     | Schweden           | C        | Los Angeles Kings     | HV71 (Elitserien)                            |
| 197. | Troy Binnie     | Kanada             | LW       | Minnesota North Stars | Ottawa 67’s (OHL)                            |
| 198. | Mike Boback     | Vereinigte Staaten | C        | Washington Capitals   | Providence College (NCAA)                    |
| 199. | Bob Chebator    | Vereinigte Staaten | LW       | Toronto Maple Leafs   | Arlington High (US High School)              |
| 200. | Corey Schwab    | Kanada             | G        | New Jersey Devils     | Seattle Thunderbirds (WHL)                   |
| 201. | Steve Widmeyer  | Kanada             | RW       | St. Louis Blues       | University of Maine (NCAA)                   |
| 202. | Jon Hillebrandt | Vereinigte Staaten | G        | New York Rangers      | Monona Grove High (US High School)           |
| 203. | Mika Alatalo    | Finnland           | RW       | Winnipeg Jets         | KooKoo (SM-liiga)                            |
| 204. | Espen Knutsen   | Norwegen           | C        | Hartford Whalers      | Vålerenga Oslo (1. divisjon)                 |
| 205. | Erik Peterson   | Vereinigte Staaten | C        | Chicago Blackhawks    | Brockton High (US High School)               |
| 206. | Petr Kořínek    | Tschechoslowakei   | C        | Edmonton Oilers       | TJ Škoda Plzeň (1. Liga)                     |
| 207. | Mark Kettelhut  | Vereinigte Staaten | D        | Canadiens de Montréal | Duluth East High (US High School)            |
| 208. | Sylvain Naud    | Kanada             | RW       | Buffalo Sabres        | Titan de Laval (LHJMQ)                       |
| 209. | Rob Sumner      | Kanada             | D        | Calgary Flames        | Victoria Cougars (WHL)                       |
| 210. | Dean Capuano    | Vereinigte Staaten | D        | Boston Bruins         | Mount Saint Charles Academy (US High School) |

### Runde 11
| #    | Spieler              | Nationalität         | Position             | NHL-Team              | College-/Junioren-/Profi-Team                   |
| ---- | -------------------- | -------------------- | -------------------- | --------------------- | ----------------------------------------------- |
| 211. | Mika Strömberg       | Finnland             | D                    | Nordiques de Québec   | Jokerit Helsinki (SM-liiga)                     |
| 212. | Tyler Ertel          | Kanada               | C                    | Vancouver Canucks     | North Bay Centennials (OHL)                     |
| 213. | Brett Larson         | Vereinigte Staaten   | D                    | Detroit Red Wings     | Duluth Denfeld High (US High School)            |
| 214. | Tommy Söderström     | Schweden             | G                    | Philadelphia Flyers   | Djurgårdens IF (Elitserien)                     |
| 215. | Michael Thompson     | Kanada               | RW                   | Pittsburgh Penguins   | Michigan State University (NCAA)                |
| 216. | Martin Lacroix       | Kanada               | RW                   | New York Islanders    | St. Lawrence University (NCAA)                  |
| 217. | Kevin White          | Kanada               | C                    | Los Angeles Kings     | Windsor Spitfires (OHL)                         |
| 218. | Ole Eskild Dahlstrøm | Norwegen             | C                    | Minnesota North Stars | Furuset Ishockey (1. divisjon)                  |
| 219. | Alan Brown           | Kanada               | D                    | Washington Capitals   | Colgate University (NCAA)                       |
| 220. | Scott Malone         | Vereinigte Staaten   | D                    | Toronto Maple Leafs   | Northfield Mount Hermon School (US High School) |
| 221. | Waleri Selepukin     | Sowjetunion          | LW                   | New Jersey Devils     | Chimik Woskressensk (Wysschaja Liga)            |
| 222. | Joe Hawley           | Kanada               | C                    | St. Louis Blues       | Peterborough Petes (OHL)                        |
| 223. | Brett Lievers        | Vereinigte Staaten   | C                    | New York Rangers      | Wayzata High (US High School)                   |
| 224. | Sergei Seljanin      | Sowjetunion          | D                    | Winnipeg Jets         | Chimik Woskressensk (Wysschaja Liga)            |
| 225. | Tommie Eriksen       | Norwegen             | D                    | Hartford Whalers      | Prince Albert Raiders (WHL)                     |
| 226. | Steve Dubinsky       | Kanada               | C                    | Chicago Blackhawks    | Clarkson University (NCAA)                      |
| 227. | ungültiger Pick Anm. | ungültiger Pick Anm. | ungültiger Pick Anm. | Edmonton Oilers       | –                                               |
| 228. | John Uniac           | Kanada               | D                    | Canadiens de Montréal | Kitchener Rangers (OHL)                         |
| 229. | Ken Martin           | Vereinigte Staaten   | LW                   | Buffalo Sabres        | Belmont Hill High (US High School)              |
| 230. | ungültiger Pick Anm. | ungültiger Pick Anm. | ungültiger Pick Anm. | Calgary Flames        | –                                               |
| 231. | Andy Bezeau          | Kanada               | LW                   | Boston Bruins         | Niagara Falls Thunder (OHL)                     |

### Runde 12
| #    | Spieler            | Nationalität       | Position | NHL-Team              | College-/Junioren-/Profi-Team            |
| ---- | ------------------ | ------------------ | -------- | --------------------- | ---------------------------------------- |
| 232. | Wade Klippenstein  | Kanada             | LW       | Nordiques de Québec   | University of Alaska Fairbanks (NCAA)    |
| 233. | Karri Kivi         | Finnland           | D        | Vancouver Canucks     | Ilves Tampere (SM-liiga)                 |
| 234. | John Hendry        | Kanada             | LW       | Detroit Red Wings     | Lake Superior State University (NCAA)    |
| 235. | Billy Lund         | Vereinigte Staaten | C        | Philadelphia Flyers   | Roseau High (US High School)             |
| 236. | Brian Bruininks    | Vereinigte Staaten | D        | Pittsburgh Penguins   | Colorado College (NCAA)                  |
| 237. | Andrew Shier       | Vereinigte Staaten | RW       | New York Islanders    | Detroit Compuware Ambassadors (NAHL)     |
| 238. | Troy Mohns         | Kanada             | D        | Los Angeles Kings     | Colgate University (NCAA)                |
| 239. | J. P. McKersie     | Vereinigte Staaten | G        | Minnesota North Stars | Madison West High (US High School)       |
| 240. | Todd Hlushko       | Kanada             | LW       | Washington Capitals   | London Knights (OHL)                     |
| 241. | Nicholas Vachon    | Kanada             | LW       | Toronto Maple Leafs   | Governor Dummer Academy (US High School) |
| 242. | Todd Reirden       | Vereinigte Staaten | D        | New Jersey Devils     | Tabor Academy (US High School)           |
| 243. | Joe Fleming        | Vereinigte Staaten | D        | St. Louis Blues       | Xaverian High (US High School)           |
| 244. | Sergei Nemtschinow | Sowjetunion        | C        | New York Rangers      | Krylja Sowetow Moskau (Wysschaja Liga)   |
| 245. | Keith Morris       | Kanada             | LW       | Winnipeg Jets         | University of Alaska Anchorage (NCAA)    |
| 246. | Denis Chalifoux    | Kanada             | C        | Hartford Whalers      | Titan de Laval (LHJMQ)                   |
| 247. | Dino Grossi        | Kanada             | RW       | Chicago Blackhawks    | Northeastern University (NCAA)           |
| 248. | Sami Nuutinen      | Finnland           | D        | Edmonton Oilers       | Kiekko-Espoo (I-divisioona)              |
| 249. | Sergei Martynjuk   | Sowjetunion        | C        | Canadiens de Montréal | Torpedo Jaroslawl (Wysschaja Liga)       |
| 250. | Brad Rubachuk      | Kanada             | C        | Buffalo Sabres        | Lethbridge Hurricanes (WHL)              |
| 251. | Leo Gudas          | Tschechoslowakei   | D        | Calgary Flames        | Sparta ČKD Prag (1. Liga)                |
| 252. | Ted Miskolczi      | Kanada             | RW       | Boston Bruins         | Belleville Bulls (OHL)                   |

## Statistik
| Rang | Nationalität       | Anzahl |
| ---- | ------------------ | ------ |
|      | Nordamerika        | 193    |
| 1.   | Kanada             | 121    |
| 2.   | Vereinigte Staaten | 72     |
|      | Europa             | 57     |
| 3.   | Tschechoslowakei   | 22     |
| 4.   | Sowjetunion        | 14     |
| 5.   | Finnland           | 11     |
| 6.   | Schweden           | 7      |
| 7.   | Norwegen           | 3      |

| Rang | Position             | Anzahl |
| ---- | -------------------- | ------ |
| 1.   | Verteidiger          | 82     |
| 2.   | Center               | 53     |
| 3.   | linke Flügelstürmer  | 49     |
| 4.   | rechte Flügelstürmer | 45     |
| 5.   | Torhüter             | 21     |

| Rang | Liga                                                    | Anzahl |
| ---- | ------------------------------------------------------- | ------ |
| 1.   | US High School                                          | 57     |
| 2.   | Ontario Hockey League (OHL)                             | 39     |
| 3.   | National Collegiate Athletic Association (NCAA)         | 38     |
| 4.   | Western Hockey League (WHL)                             | 33     |
| 5.   | 1. Liga                                                 | 19     |
| 6.   | Ligue de hockey junior majeur du Québec (LHJMQ)         | 14     |
| 6.   | Wysschaja Liga                                          | 14     |
| 8.   | SM-liiga                                                | 7      |
| 9.   | Elitserien                                              | 4      |
| 9.   | Saskatchewan Junior Hockey League (SJHL)                | 4      |
| 9.   | United States Hockey League (USHL)                      | 4      |
| 12.  | Division 1                                              | 3      |
| 13.  | I-divisioona                                            | 2      |
| 13.  | 1. divisjon                                             | 2      |
| 15.  | 1. Česká národní hokejová liga (1. ČNHL)                | 1      |
| 15.  | 1. Slovenská národná hokejová liga (1. SNHL)            | 1      |
| 15.  | British Columbia Junior Hockey League (BCJHL)           | 1      |
| 15.  | Canadian Interuniversity Athletics Union (CIAU)         | 1      |
| 15.  | Canadian Junior Hockey League (CJHL)                    | 1      |
| 15.  | Collège d’enseignement général et professionnel (CÉGEP) | 1      |
| 15.  | Hockey Canada                                           | 1      |
| 15.  | Mid-Western Junior Hockey League (MWJHL)                | 1      |
| 15.  | New England Junior Hockey League (NEJHL)                | 1      |
| 15.  | North American Hockey League (NAHL)                     | 1      |

## Rückblick

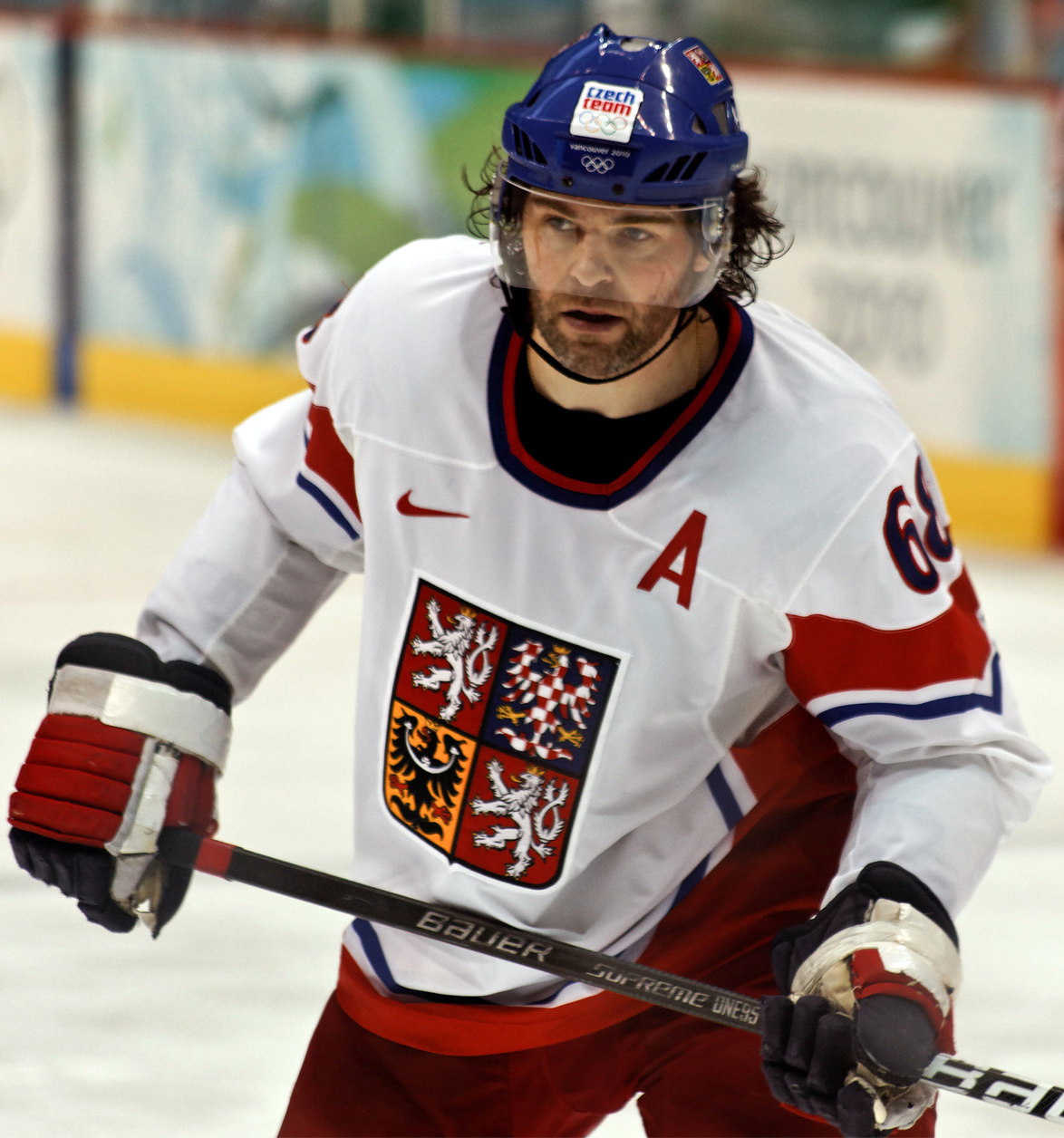
Jaromír Jágr, statistisch bester Spieler dieses Jahrgangs

Alle Spieler dieses Draft-Jahrgangs haben ihre NHL-Karrieren beendet. Die Tabellen zeigen die jeweils fünf besten Akteure in den Kategorien Spiele, Tore, Vorlagen und Scorerpunkte sowie die fünf Torhüter mit den meisten Siegen in der NHL. Darüber hinaus haben 98 der 250 gewählten Spieler (ca. 39 %) mindestens eine NHL-Partie bestritten.
Abkürzungen: Sp = Spiele, T = Tore, V = Assists, Pkt = Scorerpunkte, S = Siege; Fett: Bestwert
| Pick | Spieler             | Position | Sp   | T   | V    | Pkt  |
| ---- | ------------------- | -------- | ---- | --- | ---- | ---- |
| 5.   | Jaromír Jágr        | RW       | 1733 | 766 | 1155 | 1921 |
| 19.  | Keith Tkachuk       | LW       | 1201 | 538 | 527  | 1065 |
| 34.  | Doug Weight         | C        | 1238 | 278 | 755  | 1033 |
| 156. | Peter Bondra        | RW       | 1081 | 503 | 389  | 892  |
| 1.   | Owen Nolan          | RW       | 1200 | 422 | 463  | 885  |
| 45.  | Wjatscheslaw Koslow | LW       | 1182 | 356 | 497  | 853  |
| 85.  | Sergei Subow        | D        | 1068 | 152 | 619  | 771  |
| 7.   | Darryl Sydor        | D        | 1291 | 98  | 409  | 507  |

| Pick | Spieler        | Sp   | S   |
| ---- | -------------- | ---- | --- |
| 20.  | Martin Brodeur | 1266 | 691 |
| 31.  | Félix Potvin   | 635  | 266 |
| 113. | Roman Turek    | 328  | 159 |
| 53.  | Mike Dunham    | 394  | 141 |
| 11.  | Trevor Kidd    | 387  | 140 |